# Вуду
Вуду е религиозна система, разпространена главно в Западна Африка (Того, Бенин) и Карибите (Хаити, Доминиканска република). В западната култура терминът вуду се свързва най-вече с някои характерни магически елементи като вуду кукли, използване на кръв, създаване на зомби и др.